# Scania 4-ї серії
Scania 4-ї серії — серія вантажних автомобілів повною масою від 18 до 48 т, представлена в 1995 році шведським виробником вантажівок і автобусів Scania.

## Опис

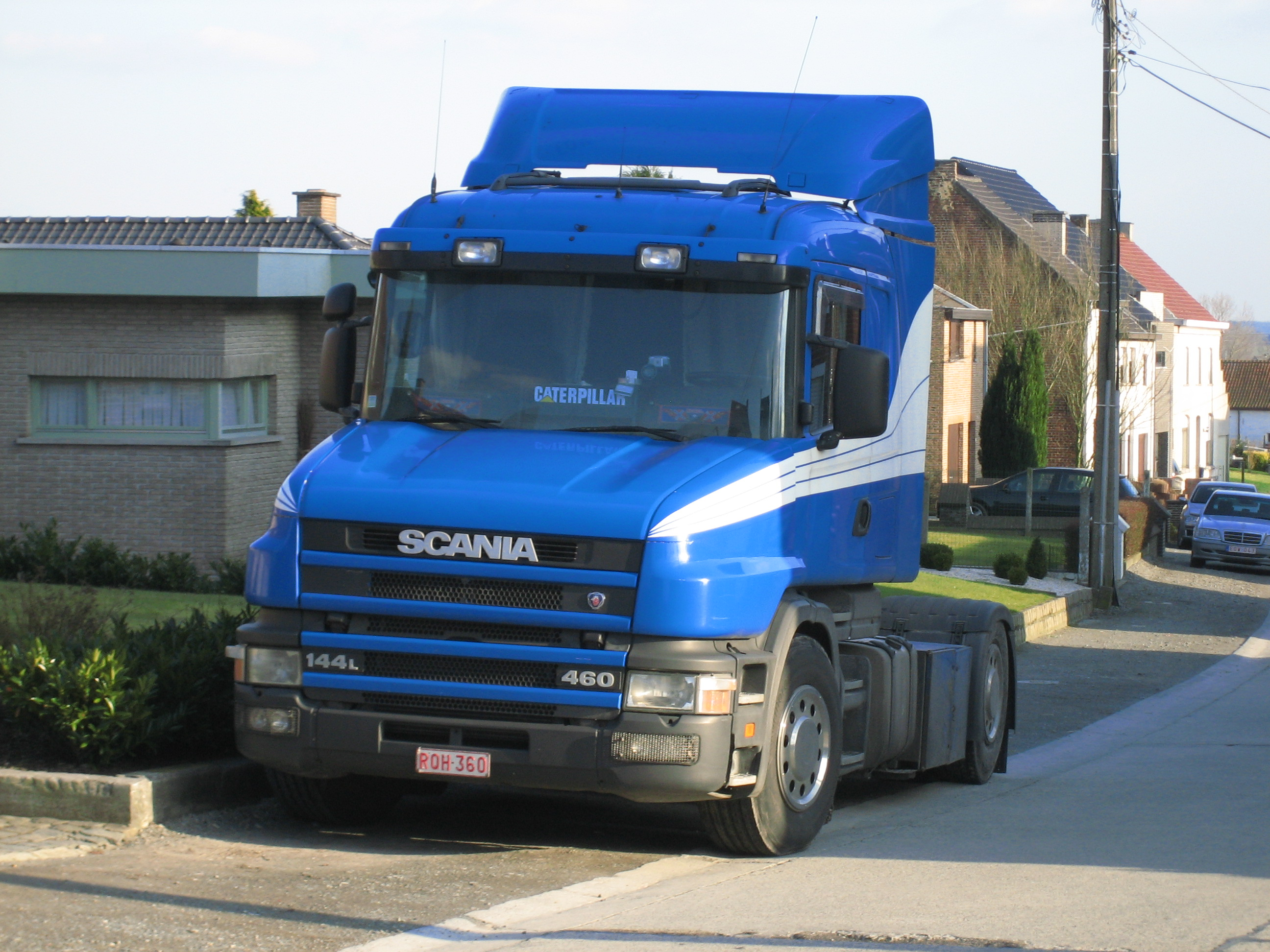
Scania 144L 460

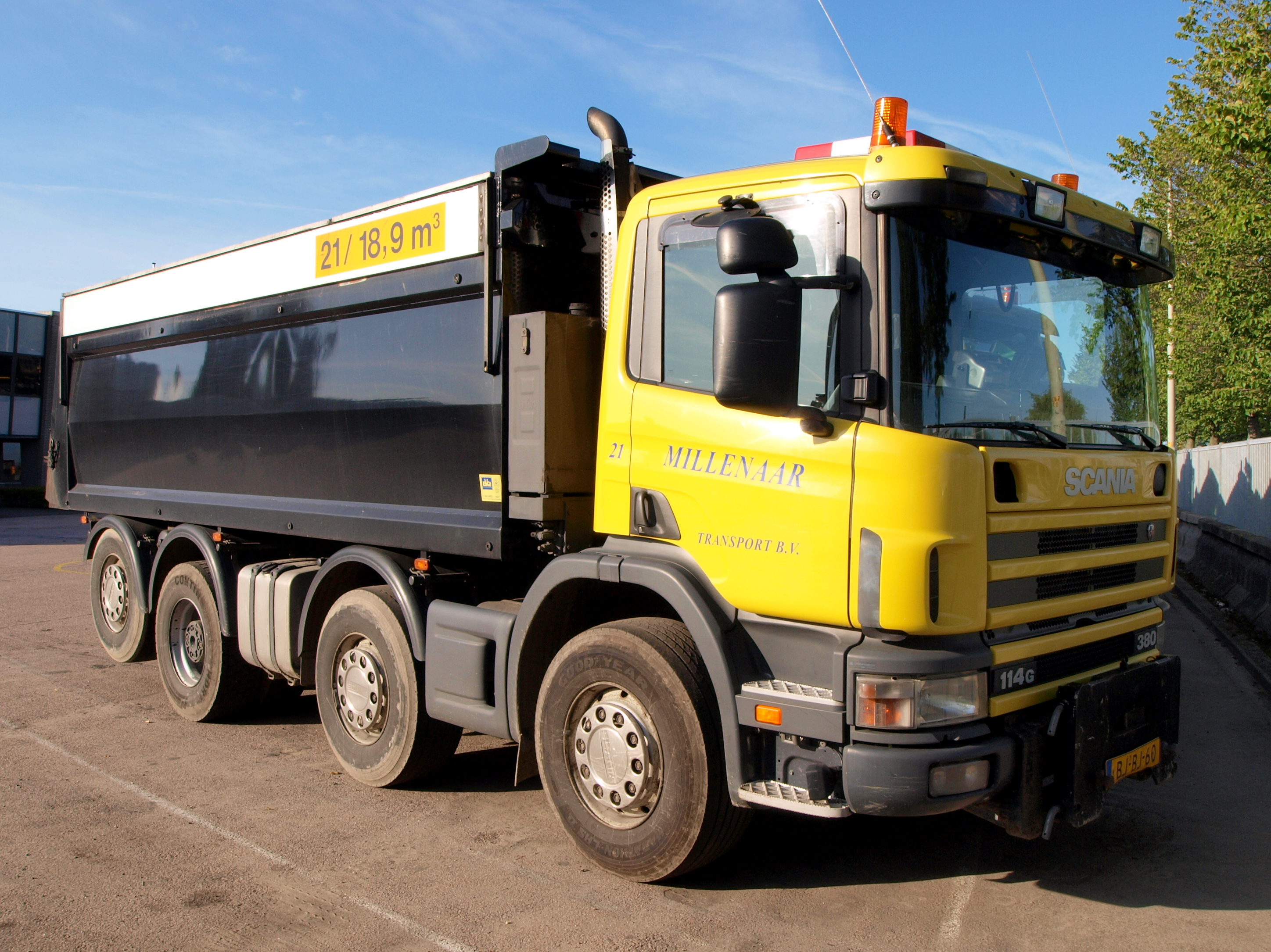
Scania 114g 380

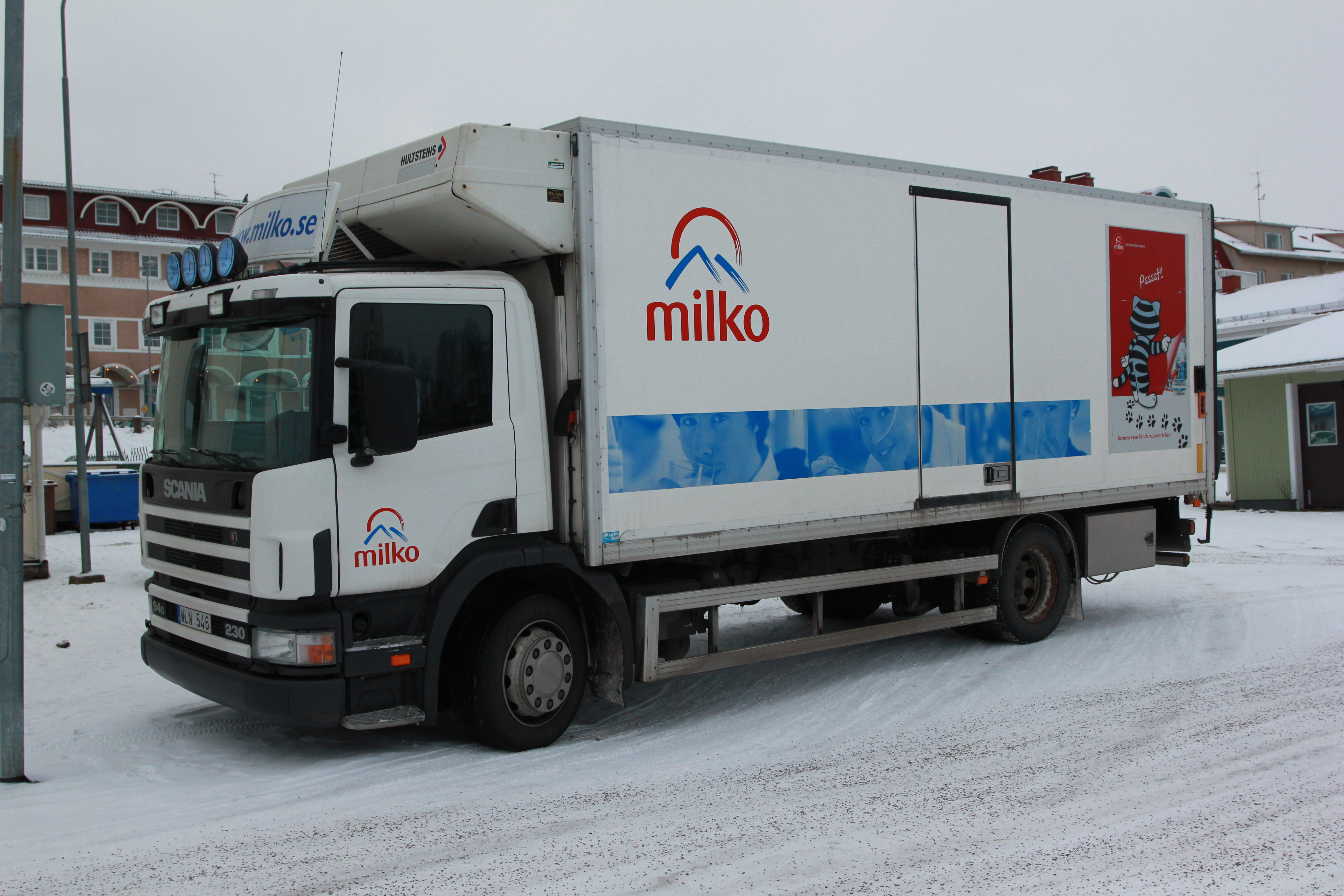
Scania 94d 230

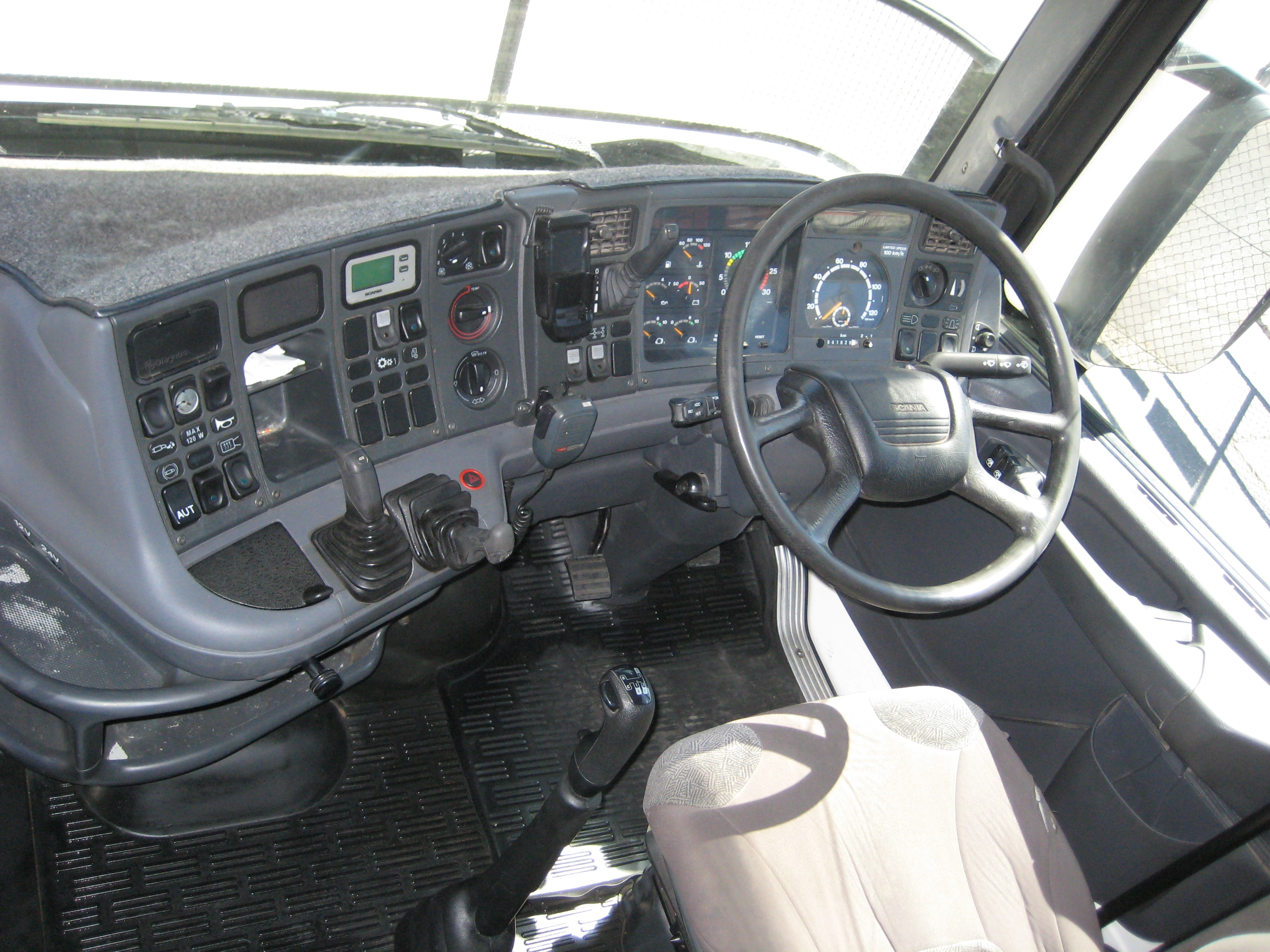

Автомобіль Scania 4 вперше був представлений в 1995 як наступник 3-ї серії. 1996 року автомобіль отримав премію Вантажівка року — «Truck of the Year'96».
Серія включала п'ять комбінацій двигунів робочим об'ємом 9,0 л (220—310 к.с.), 10,6 л (322—381 к.с.), 11,7 л (360—470 к.с.), 14,2 л V8 (460—530 к.с.), 15,6 л V8 (480—580 к.с.) і чотири типи шасі, який був вантажівкою.
Літери після цифр позначають шасі. Тризначні числа наприкінці індексу моделі позначають потужність двигуна.
Виробництво автомобіля було завершено у 2004 році в Європі, а у Південній Африці автомобіль вироблявся до 2007 року.
Ннаступниками моделі є P-серії, R-серії і T-серії.